# Мірошніченко Олексій Сергійович
Олексі́й Сергі́йович Мірошніче́нко — старший сержант Збройних Сил України, учасник російсько-української війни, що загинув у ході російського вторгнення в Україну в 2022 році.

## Життєпис
Олексій Мірошніченко народився в березні 1975 року в місті Суми. У складі ЗСУ служив з 2017 року, був командиром бойової машини 27-ї реактивної артилерійської бригади імені кошового отамана Петра Калнишевського, учасник АТО. З початком повномасштабного російського вторгнення в Україну перебував на передовій. Обіймав посаду командира бойової машини. Загинув 23 квітня 2022 року в боях на Ізюмському напрямку на Харківщині. Під час обстрілу він почав виносити людей, прикривши бойових побратимів собою, тому загинув. Чин прощання з Олексієм Мірошніченком відбувся 28 квітня 2022 року. Поховали загиблого на Алеї Героїв Баранівського цвинтаря. Начальник Сумської ОВА Дмитра Живицький вручив рідним Орден Богдана Хмельницького III ступеня. Такі ж державні нагороди одержали родини загиблих військових - лейтенанта Дмитра Котенка з Краснопільщини та старшого лейтенанта Владислава Щелинського з Миропілля.

## Родина
У загиблого залишилися мати, дружина та сини.

## Нагороди
- Орден Богдана Хмельницького III ступеня (2022, посмертно) — за особисту мужність і самовіддані дії, виявлені у захисті державного суверенітету та територіальної цілісності України, вірність військовій присязі[6].